# バリー・ネルソン
バリー・ネルソン（Barry Nelson, 本名：Robert Haakon Nielsen, 1917年4月16日 - 2007年4月7日）は、アメリカ合衆国の俳優。
サンフランシスコ生まれ。ノルウェー系アメリカ人。カリフォルニア大学バークレー校卒業後、1941年にメトロ・ゴールドウィン・メイヤーと契約、『影なき男の影』でデビュー。第二次世界大戦中は軍に入隊して出征していた。
映画出演のほか、1960年代から70年代の終わりまでブロードウェイで活躍。特にライザ・ミネリと共演した『The Act』での演技は高く評価され、トニー賞にノミネートされた。
また、「007」初の映像化作品となる1954年放送のテレビドラマ『カジノ・ロワイヤル』にジェームズ・ボンド役で出演、ショーン・コネリーよりも先にジェームズ・ボンドを演じた最初の俳優として知られた。
2007年4月7日、妻と共に旅行で訪れていたペンシルベニア州のホテルで急死した。89歳。死因は非公表。

## 主な出演作品
- 影なき男の影 Shadow of the Thin Man (1941年)
- ジョニー・イーガー Johnny Eager (1941年)
- 凸凹スパイ騒動 Rio Rita (1942年年)
- 町の人気者 The Human Comedy (1943年)
- カジノ・ロワイヤル（英語版） Casino Royale (1954年) ※テレビドラマ
- 最初の女セールスマン The First Traveling Saleslady (1956年)
- 大空港 Airport (1970年)
- おかしな結婚 Pete 'n' Tillie (1972年)
- シャイニング The Shining (1980年)
- ダラス Dallas (1981年) ※テレビドラマ